# Shusuke Tsubouchi
Shusuke Tsubouchi (坪内 秀介 Tsubouchi Shusuke?), född 5 maj 1983 i Gunma prefektur, är en japansk fotbollsspelare.
Tsubouchi började sin karriär 2002 i Vissel Kobe. Han spelade 100 ligamatcher för klubben. 2008 flyttade han till Consadole Sapporo. Efter Consadole Sapporo spelade han för Oita Trinita, Omiya Ardija, Albirex Niigata, Júbilo Iwata och Thespakusatsu Gunma. Han avslutade karriären 2018.